# Pchola Gangčhen
Pchola Gangčhen (také Phola Gangchen nebo Molamenqing) je vedlejší vrchol Šiša Pangmy nacházející se v pohoří Himálaj v Číně. Vrchol je vysoký 7 703 m (čínské zdroje uvádějí 7 661m) a vzdálen 2,5 km na východ od vrcholu Šiša Pangmy, což je 14. nejvyšší vrchol světa. Pchola Gangčhen je málo známý, jelikož jeho topografická prominence je pouze 430 metrů, což je poměrně málo pro himálajský vrchol, i když dostatečně mnoho, aby se kvalifikoval jako samostatný vrchol.

## Prvovýstup
Pchola Gangčhen byl na začátku osmdesátých let jeden z nejvyšších nevylezených vrcholů na světě. Tým z Nového Zélandu požádal čínské úřady o povolení vydat se na vrchol a stal se jedním z prvních západních týmů, kterým bylo povoleno lezení v Tibetu před druhou světovou válkou. Tím se podařilo vytvořit první a zatím jediný výstup na horu. Nejsou zaznamenány žádné další výstupy nebo pokusy o vrchol.